# Hangmen (film)
A Hangmen egy 1987-es amerikai akciófilm, Rick Washburn főszereplésével. A szereplőgárdában megtalálható Jake LaMotta korábbi profi ökölvívó is. Az 1998-as DVD-kiadás borítóján a film készítésekor még ismeretlen Sandra Bullock szerepel.

## Történet
A történet New York-ban játszódik az East Side-on. Greene felfedezi, hogy a Hangmen nevű elit terroristaalakulat ex-CIA-ügynökökből áll. A csoport igyekszik elhallgattatni Greene-t, elrabolják a kisfiát és a barátnőjét is, közben pedig számos hozzá közel állóval végeznek.

## Szereplők
| Szerep       | Színész                 |
| ------------ | ----------------------- |
| Rob Greene   | Rick Washburn           |
| Dog Thompson | Dog Thomas              |
| Danny Greene | Keith Bogart            |
| Bone Conn    | J. Christian Ingvordsen |
| Lisa Edwards | Sandra Bullock          |
| Andrews      | David Henry Keller      |
| Joe Connelly | Dan Lutsky              |
| Reynolds     | Dan Golden              |